# Karl von Ludolf
Karl Wilhelm von Ludolf (1754-1803) – austriacki dyplomata.
W latach 1789–1794 był posłem Austrii w Sztokholmie. Ludolf jako poseł w Szwecji znacznie częściej niż dotychczas informował Szwedów o krokach podejmowanych przez cesarski dwór, tego bowiem domagał się Gustaw III, a Austria chciała by Szwedzi traktowali ją jako sojusznika.
Von Ludolf należał do Iluminatów.